# Người Do Thái Israel
Người Do Thái Israel (tiếng Hebrew: יהודים ישראלים, Yehudim Yisraelim), cũng gọi là người Israel Do Thái, đề cập đến công dân Israel là người dân tộc hoặc đức tin Do Thái, và cũng là hậu duệ của người Do Thái gốc Do Thái người di cư bên ngoài Israel.
Israel cũng là cái tên được nhắc nhiều trong kinh thánh, bởi người Do Thái chiếm số đông nơi đây là dân tộc được Chúa Jesus chọn lựa
Người Do Thái ở Israel được tìm thấy chủ yếu ở Israel và thế giới phương Tây, cũng như các quốc gia khác trên toàn thế giới, không nhất thiết chỉ trong cộng đồng Do Thái. Người Do Thái ở Israel chủ yếu nói tiếng Do Thái và hầu hết tuân theo ít nhất một số thực hành tôn giáo của người Do Thái. Israel, nhà nước Do Thái, hiện có gần một nửa số người Do Thái trên thế giới.
Dân số Do Thái ở Israel bao gồm tất cả cộng đồng người Do Thái, bao gồm Ashkenazi Jews, Sephardi Jews, Mizrahi Jews, Beta Israel, Cochin Jews, Bene Israel, Karaite Jews và nhiều nhóm khác. Cộng đồng Do Thái ở Israel biểu lộ một loạt truyền thống văn hóa Do Thái, cũng như bao gồm đầy đủ các quan sát tôn giáo, từ các cộng đồng haredi cho đến [[Người Do Thái thế tục] | hilonim]] Các cộng đồng Do Thái sống lối sống thế tục. Trong số những người Do Thái, hơn 25% học sinh và hơn 35% tất cả trẻ sơ sinh là tổ tiên hỗn hợp của cả Ashkenazi và Sephardi / Mizrahi gốc và tăng 0,5% mỗi năm. Hơn 50% dân số Do Thái ít nhất là một người gốc Sephardi / Mizrahi.
Bất chấp cuộc tranh luận đang diễn ra về câu hỏi ai là người Do Thái giữa những người Do Thái ở Israel, tình trạng Do Thái của một người, được coi là vấn đề 'quốc tịch' của chính quyền Israel, được đăng ký và kiểm soát bởi Bộ Nội vụ Israel, yêu cầu một người phải đáp ứng định nghĩa halakhic để được đăng ký là 'Người Do Thái'. Cục Thống kê Trung ương Israel ước tính dân số Do Thái ở Israel là 6.556.000 vào tháng 12 năm 2017 (74,6% tổng dân số nếu dân số Đông Jerusalem và Golan Arab được tính vào).
Một IDI Guttman Nghiên cứu năm 2008 cho thấy một số lượng lớn người Do Thái ở Israel (47%) tự nhận mình là người Do Thái và người Israel thứ hai, và chỉ 39% tự coi mình là người đầu tiên và người Israel.
Người Do Thái sống trong khu vực trước khi thành lập Nhà nước Israel thường được gọi bằng tiếng Anh là "Palestinian Jews" và trong tiếng Do Thái là HaYishuv HaYehudi Be'Eretz Yisra'el (Người Do Thái Cộng đồng ở vùng đất Israel).